# تشارلي فيل روزنبرغ
تشارلي فيل روزنبرغ (بالإنجليزية: Charlie Phil Rosenberg)‏ مواليد 15 أغسطس 1902 في نيويورك - الوفاة 12 مارس 1976، كان ملاكم أمريكي صنّف ضمن فئة وزن الديك. مدربه كان راي أرسيل.

## إحصائيات
خاض خلال مسيرته 69 نزالا، فاز في 38 وتعادل في 11 وخسر في 19. فاز بالضربة القاضية في 7 نزالا.

## روابط خارجية
- تشارلي فيل روزنبرغ على موقع بوكس ريك (الإنجليزية) (registration required)